# Хвоя, Олег Михайлович
Олег Михайлович Хвоя (укр. Олег Михайлович Хвоя; 11 августа 1971, Боярка, Киевская область, Украинская ССР, СССР) — советский и украинский футболист, защитник. Позже — тренер.

## Карьера футболиста
Воспитанник футбольных киевских школ «Смена» и Республиканской средней школы-интернат, там его тренерами были — Александр Лысенко и Виталий Хмельницкий. Играл в дубле киевского «Динамо».
В 1990 году присоединился к одесскому СКА, который выступал во Второй лиге СССР. Хвоя отыграл там два года и являлся игроком основного состава. В начале 1992 года перешёл в стан тернопольской «Нивы», в составе которой провёл лишь один матч в Кубке Украины, после чего стал игроком «Нивы» из Винницы. Первый розыгрыш чемпионата Украины завершился для «Нивы» вылетом в Первую лигу. Во втором по силе украинском дивизионе «Нива» стала победителем турнира и вернулась в Высшую лигу.
Летом 1994 года перешёл в «Восход» из Славутича из Третьей лиги Украины. Спустя год оказался в перволиговом СК Одесса. В октябре 1995 года стал игроком кременчугского «Нефтехимика». Август 1996 года провёл в киевском ЦСКА-2 в Первой лиге, после чего играл за «Электрон» (Ромны) в любительском чемпионате. В начале 1997 года присоединился к александрийской «Полиграфтехнике». Вторую половину сезона 1997/98 провёл в хмельницком «Подолье» и вместе с командой стал победителем Второй лиги Украины. Затем играл за любительский клуб «Славутич». Летом 1999 года участвовал в одной игре Первой лиги в составе никопольского «Металлурга», а в 2000 году завершил карьеру игрока в составе любительской команды «Днепр» из Киева.

## Тренерская карьера
В 1997 году закончил Киевский государственный институт физкультуры. В 2000 году перешёл на работу детским тренером в школу киевского «Динамо». Совместно с Александром Лысенко, у которого занимался и сам, тренировал детей 1989 года рождения. В 2005 году команда под его руководством участвовала в турнире посвященному 62-й годовщине освобождения Харькова от немецко-фашистских захватчиков и 14-й годовщине независимости Украины в Харькове. Среди его воспитанников были Артем Кравец, Андрей Ярмоленко, Роман Зозуля, Артем Кичак, Евгений Новак и Алексей Шлякотин. Вместе с Евгением Ястребинским работал с футболистами 1995 года рождения. В августе 2007 года привёл своих подопечных ко второму месту на турнире на призы Виктора Развеева в Самаре. Под его руководством «динамовцы» участвовали в турнире во Франции. Там среди его воспитанников можно выделить Дмитрия Хлёбаса.
Затем Хвоя вместе с Виктором Кащеем тренировал детей 2001 года рождения. В качестве тренера участвовал на турнирах в Риге, Хеннефе и Минске.
После возглавил группу подготовку игроков 1999 года рождения, с которой добился победы на Кубке Банникова. Среди воспитанников был Евгений Верхоланцев. Хвоя также привёл к победе группу 2004 года рождения к победе на первом розыгрыше турнира памяти Евгения Рудакова.
В 2014 году перешёл на работу в другой столичный клуб «Арсенал-Киев», где начал заниматься детьми 2004 года рождения.

## Достижения
«Нива» (Винница)
- Победитель Первой лиги Украины (1): 1992/93

«Подолье»
- Победитель Второй лиги Украины (1): 1997/98

## Статистика
| Сезон   | Клуб                   | Лига                | Чемпионат | Чемпионат | Кубок | Кубок |
| Сезон   | Клуб                   | Лига                | Игры      | Голы      | Игры  | Голы  |
| ------- | ---------------------- | ------------------- | --------- | --------- | ----- | ----- |
| 1990    | СКА (Одесса)           | Вторая лига СССР    | 29        | 0         |       |       |
| 1991    | СКА (Одесса)           | Вторая лига СССР    | 35        | 0         |       |       |
| 1992    | Нива (Тернополь)       | Высшая лига Украины | 0         | 0         | 1     | 0     |
| 1992    | Нива (Винница)         | Высшая лига Украины | 16        | 1         |       |       |
| 1992/93 | Нива (Винница)         | Первая лига Украины | 35        | 1         | 4     | 0     |
| 1993/94 | Нива (Винница)         | Высшая лига Украины | 12        | 0         | 3     | 0     |
| 1994/95 | Восход (Славутич)      | Третья лига Украины | 19        | 1         |       |       |
| 1995/96 | СК Одесса              | Первая лига Украины | 10        | 0         |       |       |
| 1995/96 | Нефтехимик (Кременчуг) | Первая лига Украины | 15        | 0         | 1     | 0     |
| 1996/97 | ЦСКА-2 (Киев)          | Первая лига Украины | 6         | 0         |       |       |
| 1996/97 | Полиграфтехника        | Первая лига Украины | 10        | 0         |       |       |
| 1997/98 | Полиграфтехника        | Первая лига Украины | 12        | 0         |       |       |
| 1997/98 | Подолье (Хмельницкий)  | Вторая лига Украины | 11        | 0         |       |       |
| 1999/00 | Металлург (Никополь)   | Первая лига Украины | 1         | 0         |       |       |

Источники:
- Статистика — Профиль на сайте FootballFacts.ru